# Policijas Riga
Maillots
Le Policijas Riga est un ancien club letton de football basé à Riga. Le club est fondé en 1994 et dissout en 2003.

## Historique

### Histoire
L'équipe évolue à 4 reprises dans le championnat de Lettonie entre 1999 et 2002.

### Repères historiques
- 1994 : fondation du club sous le nom de Policijas Riga
- 2001 : le club est renommé PFK/Daugava Riga
- 2003 : dissolution du club

## Palmarès
- Championnat de Lettonie de D2 (1)
  - Champion : 1998

## Anciens joueurs
- Vladimirs Babičevs
- Pāvels Doroševs
- Raimonds Laizāns
- Vitālijs Teplovs